# سیامپی
سیامپی (اندونزیایی: Ciampea) شهری در استان جاوه غربی کشور اندونزی است. جمعیت این شهر بر اساس سرشماری سال ۱۹۹۰ میلادی، ۴۲٫۷۰۱ نفر و بر اساس سرشماری سال ۲۰۰۰ میلادی، ۱۵۲٫۳۳۵ بوده که در سال ۲۰۰۷ میلادی به ۲۳۶٫۰۵۶ نفر افزایش یافته‌است.